# Modra Ławka
Modra Ławka (słow. Zmrzlé sedlo, niem. Papirustalscharte, Pflockseeschartl, węg. Papirusz-csorba, Karó-tavi-rés) – przełęcz w głównej grani Tatr położona na wysokości ok. 2266 m n.p.m., pomiędzy Modrą Turnią (Zmrzlá veža, 2312 m) a Czerwoną Turnią (Belasá veža, 2284 m). Siodło jest głębokie i ostro wcięte w grań.
Po północno-zachodniej stronie przełęczy znajduje się Bździochowe Korycisko (Kotlinka pod Kolovým sedlom), będące wschodnią odnogą Doliny Kołowej (Kolová dolina), a po południowo-wschodniej – Dolina Jastrzębia (Malá Zmrzlá dolina) – odgałęzienie Doliny Zielonej Kieżmarskiej. Do Bździochowego Koryciska spada z Modrej Ławki bardzo szeroki żleb zasypany głazami i piargami. Po stronie Doliny Jastrzębiej powyżej Skrajnej Kołowej Drabiny biegnie często zaśnieżony żleb, którego lewe ramię wprowadza na Kołową Szczerbinę, zaś prawe właśnie na Modrą Ławkę.
Na przełęcz nie wyprowadza żaden szlak turystyczny. Przejście przez Modrą Ławkę jest natomiast dla taterników jedynym bezpośrednim połączeniem Doliny Kołowej z Doliną Jastrzębią. Najdogodniejsze wejście prowadzi na przełęcz od północy z Doliny Kołowej. Droga z Doliny Jastrzębiej jest natomiast nieco trudna (I w skali UIAA). Zimą najłatwiej na Modrą Ławkę wejść z Bździochowego Koryciska.
Pierwsze znane wejścia:
- latem – Jan Fischer, Zygmunt Jaworski, Stanisław Krygowski, Klemens Bachleda, Józef Gąsienica Kaspruś Zuzaniak, 1900 r., przy przejściu granią,
- zimą – Gyula Hefty i Lajos Rokfalusy, 3 grudnia 1911 r., przy przejściu granią[2].